# Horosedly
Horosedly jsou obec v okrese Písek v Jihočeském kraji. Žije v ní 162 obyvatel. Ves se dříve nazývala Horusedly.

## Historie
První písemná zmínka pochází z roku 1234, kdy byla ves připojena biskupem Janem k příbramskému panství až do husitských válek. Posléze byly Horosedly v zástavě. Roku 1584 byly prodány Kryštofu Loubskému z Lub. Ten nechal přestavět místní tvrz. V 17. století byla ves připojena k myslínskému statku. Horosedly utrpěly značné škody za třicetileté války. V roce 1653 zde bylo vedeno osm usedlostí osazených a jedenáct pustých. Samostatným statkem se staly Horosedly roku 1663. V roce 1668 byla ves koupena hrabětem Karlem Ignácem Šternberkem a připojena k Zalužanům. Od roku 1690 do roku 1789 byly opět samostatným statkem. V tomto roce byly připojeny rodem Schwarzenberků k orlickému panství.

## Obyvatelstvo
| Rok            | 1869 | 1880 | 1890 | 1900 | 1910 | 1921 | 1930 | 1950 | 1961 | 1970 | 1980 | 1991 | 2001 | 2011 | 2021 |
| -------------- | ---- | ---- | ---- | ---- | ---- | ---- | ---- | ---- | ---- | ---- | ---- | ---- | ---- | ---- | ---- |
| Počet obyvatel | 428  | 440  | 385  | 350  | 351  | 351  | 348  | 271  | 237  | 188  | 128  | 131  | 112  | 123  | 145  |
| Počet domů     | 58   | 61   | 58   | 58   | 59   | 59   | 64   | 69   | 66   | 63   | 51   | 44   | 69   | 55   | 77   |

## Obecní správa
Mezi lety 1850–1982 byly Horosedly obcí v okrese Písek. Od 1. ledna 1983 do 31. prosince 1991 patřily jako část města k Mirovicím a od 1. ledna 1992 jsou opět samostatnou obcí. V letech 1850–1877 k obci patřily Kakovice, Minice a Mišovice, v letech 1850–1877 a od 1. dubna 1976 do 31. prosince 1982 Horní Nerestce a od 1. dubna 1976 do 31. prosince 1982 také Dolní Nerestce a Touškov.

### Obecní symboly
Znak a vlajka byly obci uděleny rozhodnutím předsedy Poslanecké sněmovny Parlamentu České republiky dne 10. září 2021.

## Pamětihodnosti
- Areál zámku a hospodářského dvora se nachází v severozápadní části vesnice. Zámek je přízemní budova s mansardovou střechou, která byla postavena na místě bývalé tvrze.[4]
- Dvoustranná výklenková kaple na návsi je zasvěcená svatému Cyrilovi a Metoději.[9] Tato kaple je vedená v Seznamu kulturních památek v okrese Písek.
- Kaple svatého Jana Nepomuckého v obci je vedena v Seznamu kulturních památek v okrese Písek. Zámecká kaple byla postavena roku 1711 společně se zámkem.[4]
- Na návsi se také nachází kamenný pomník padlým v první světové válce.
- Západním směrem od Horosedel u silnice k Mirovicům, těsně před Mirovicemi, se nachází pomník pozemkové reformy 1924. Tento kamenný pomník je také vedený jako kulturní památka v Seznamu kulturních památek v okrese Písek.
- Zemědělský dvůr čp. 1 a venkovská usedlost čp. 12 s klenutým vjezdem a průjezdní kolnou[4]
- U komunikace do obce ve směru od Letenské křižovatky se nachází kamenný kříž.
- Nedaleko od obce u komunikace do Mirovic z Letenské křižovatky je další kříž.
- Jihovýchodním směrem od obce se nachází přírodní památka Nerestský lom.

## Galerie

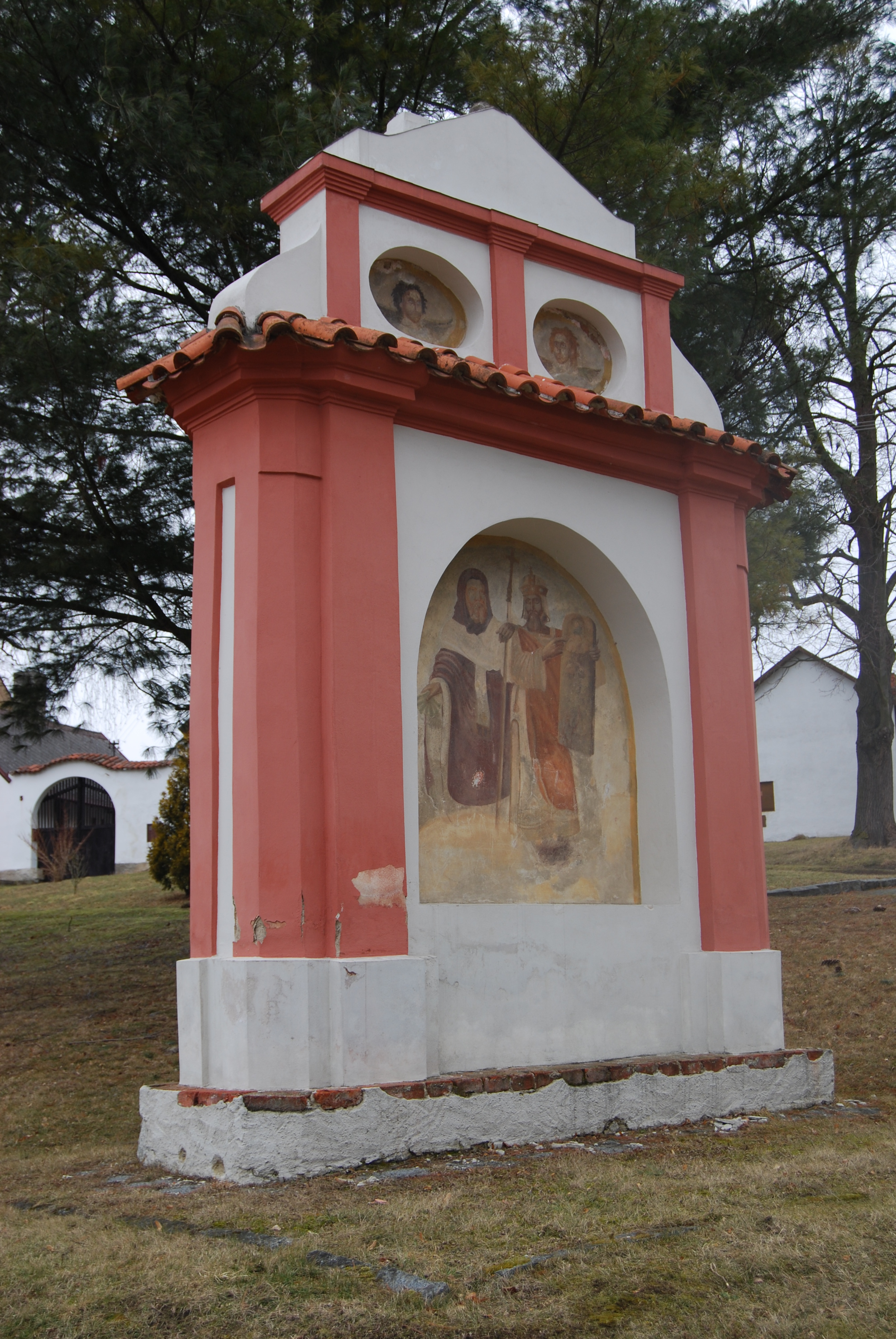
Kaple sv. Cyrila a Metoděje
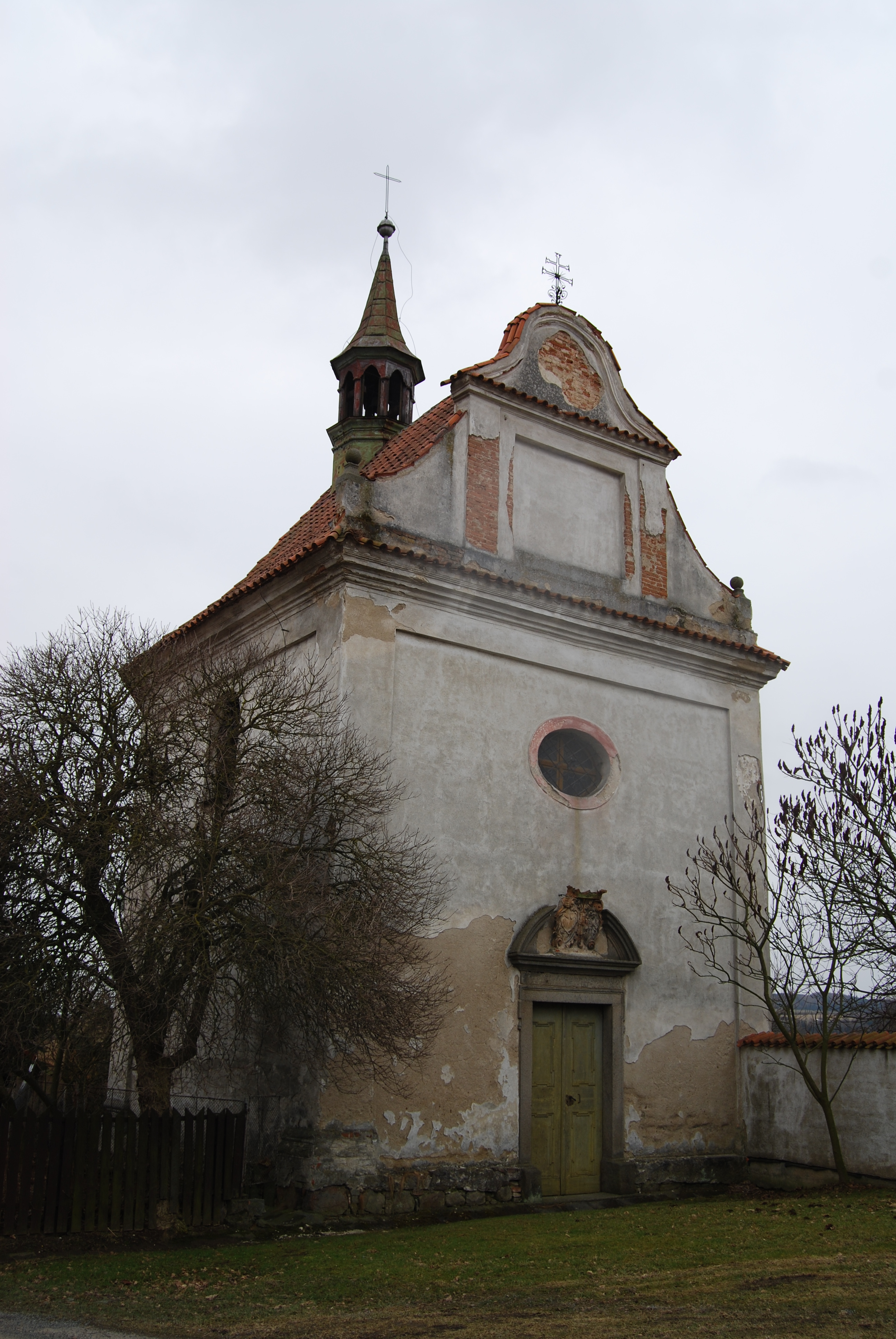
Kaple J. Nepomuckého
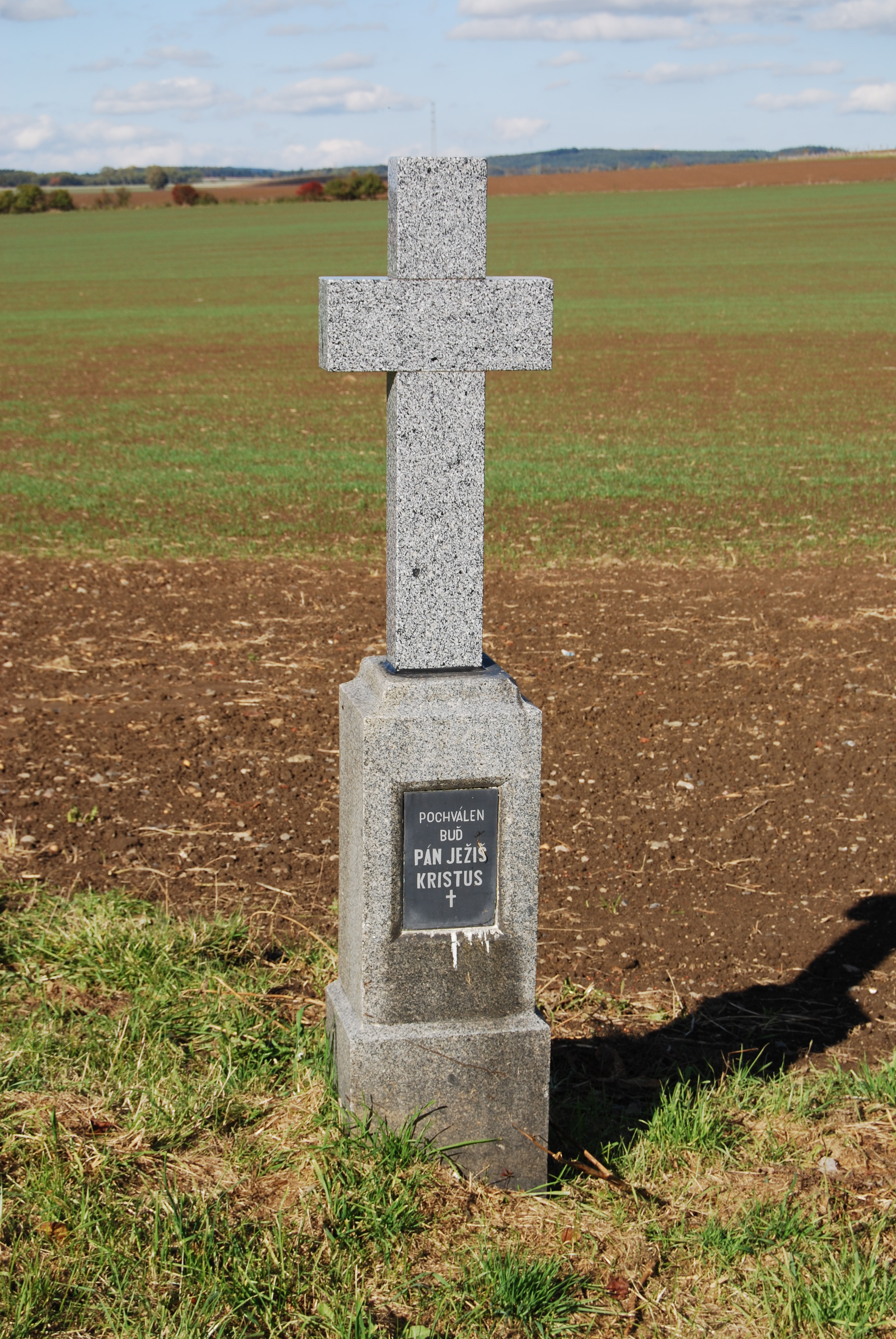
Kříž před obcí
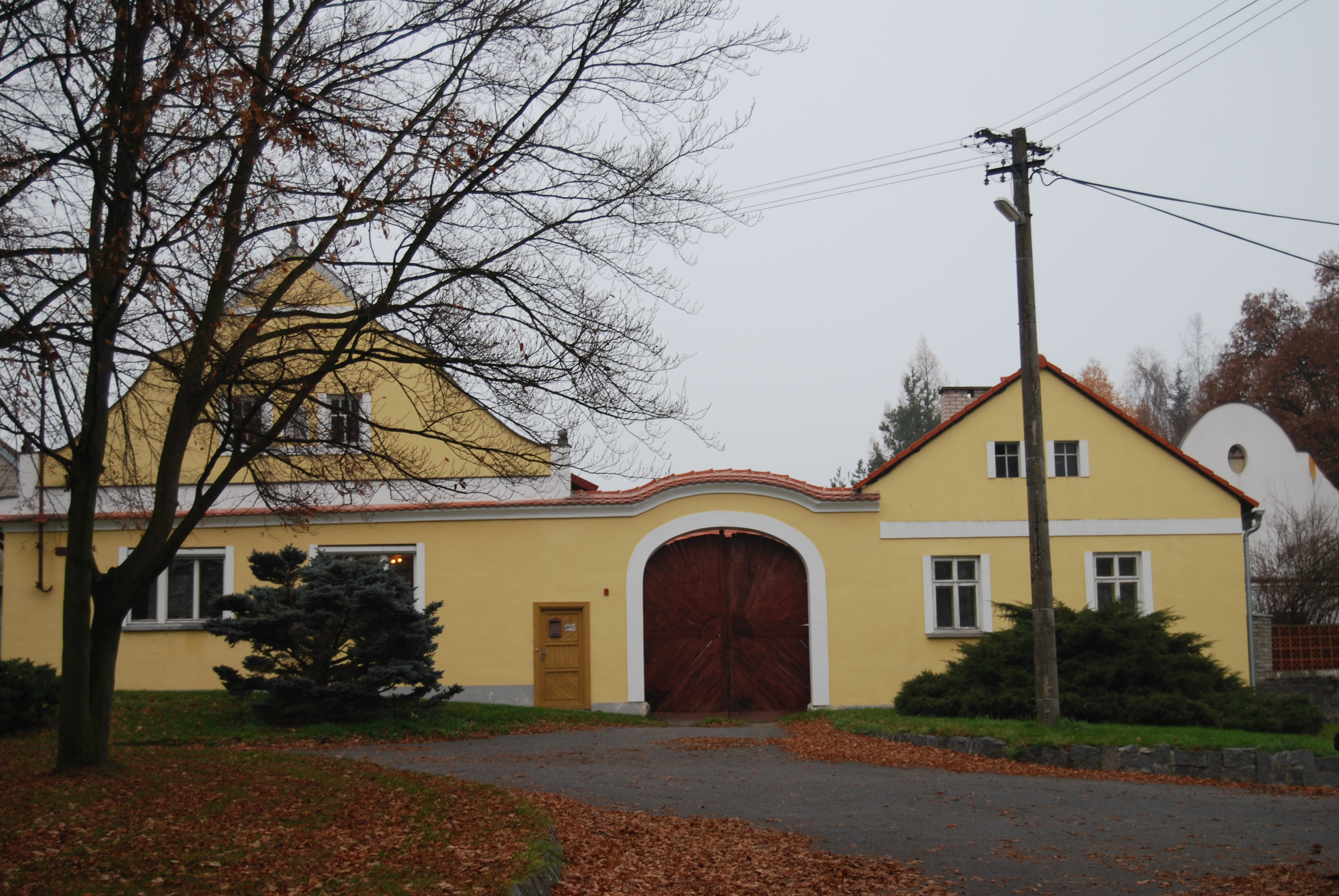
Usedlost čp. 8